# Perigonia ilus
Perigonia ilus là một loài bướm đêm thuộc họ Sphingidae.

## Phân phối
Loài này có ở México, Honduras, Costa Rica, Belize, Guatemala, El Salvador, Nicaragua, Panama, Colombia, Venezuela, Ecuador, Peru, Bolivia, Argentina, Paraguay, Brasil và Uruguay.

## Sự miêu tả
Sải cánh từ 54–58 mm.

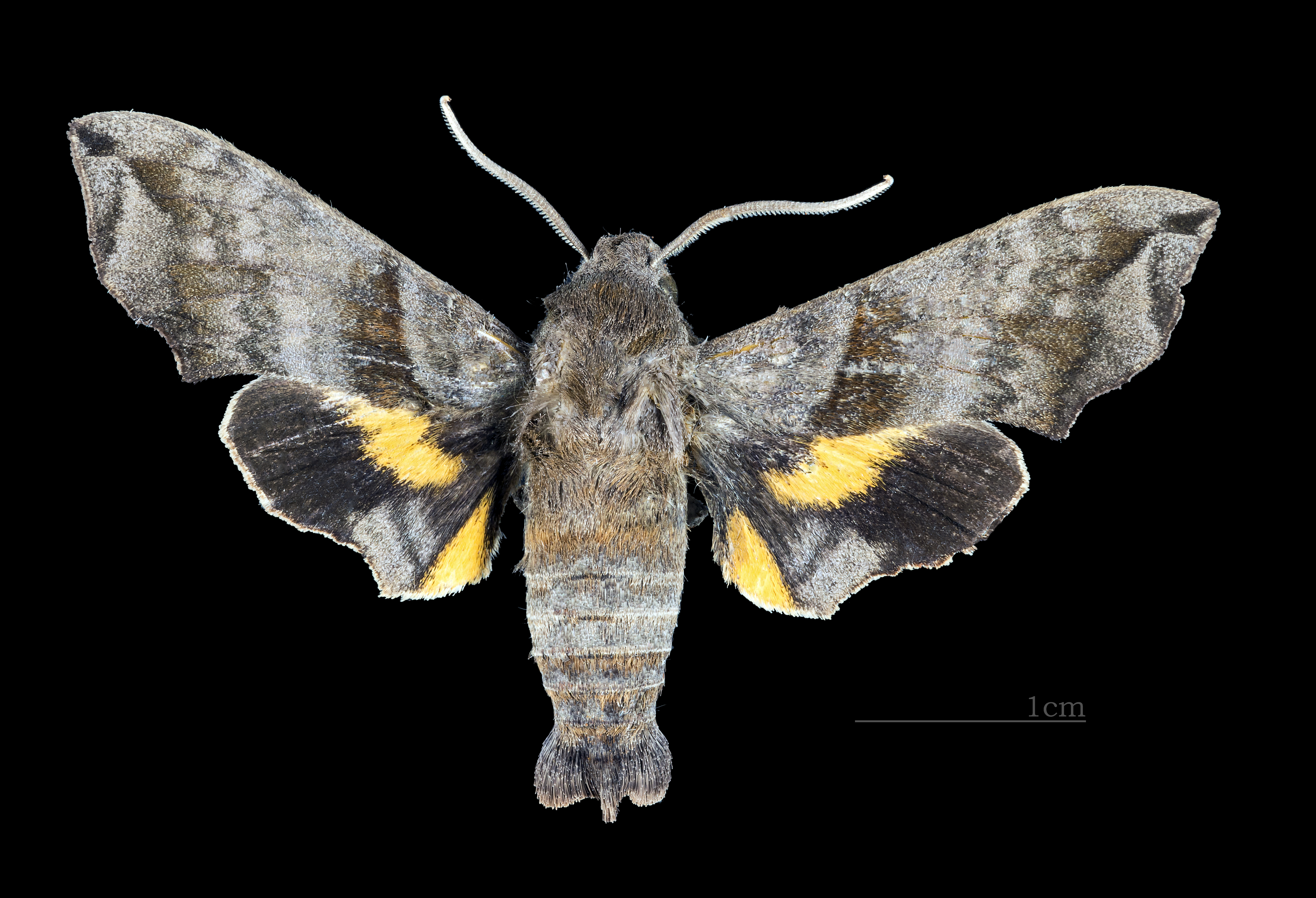
Perigonia ilus ♀
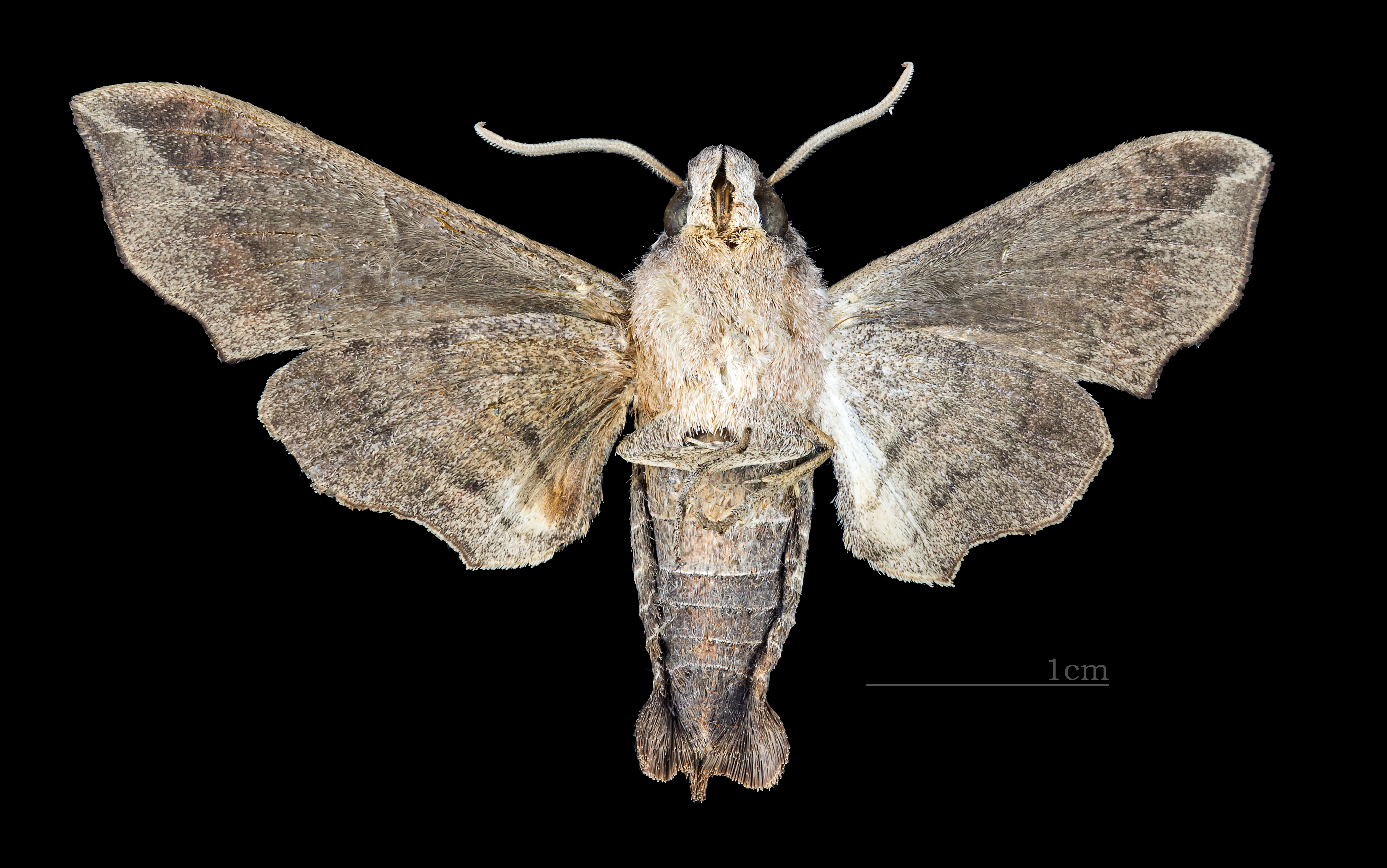
Perigonia ilus ♀ △

## Sinh học
Cá thể trưởng thành mọc cánh quanh năm.
Ấu trùng được ghi nhận ăn các loài Calycophyllum candidissimum, Guettarda macrosperma và Ilex paraguariensis.